# Mette Vestergaard
Mette Vestergaard Larsen (ur. 27 listopada 1975) – duńska piłkarka ręczna, wielokrotna reprezentantka kraju. Występowała na pozycji rozgrywającej. 
Wraz z reprezentacją Danii dwukrotnie zdobyła złoty medal olimpijski: w 2000 w Sydney i w 2004 r. w Atenach.